# Torson di Sotto
Torson di Sotto ist eine rund 1000 m² große Insel in der mittleren Lagune von Venedig, genauer im Valle Millecampi, einem für Vögel und Insekten überregional bekannten Gebiet, das über den Canale di Piovego zu erreichen ist.

## Geologische Untersuchungen
Dort wurden auch archäologische und geologische Untersuchungen durchgeführt. So wurde in den späten 1970er Jahren ein Bohrkern von 3,3 m Länge entnommen, der zwischen 1,3 und 2 m unter dem mittleren Meeresspiegel Torf enthielt. Pollenanalysen zeigten, dass in der Epoche, die dieser einst oberirdischen, 70 cm starken Torflage entsprach, vor allem Eichen und Erlen wuchsen. Die unterste Lage der Torfschicht entstand demnach 1730 ±80 Jahre BP, die oberste Lage weist schon starke Brackwasserspuren auf und konnte auf 1140 ±80 Jahre BP datiert werden. Die unterhalb von 2 m befindliche Schicht weist brackischen Charakter mit zahlreichen Foraminiferen auf.
Damit konnte eine Hebung des Landes im Verhältnis zum Meeresspiegel (Regression) zwischen etwa 150 und 300 n. Chr. in diesem Gebiet mit einer folgenden Senkung (Transgression) zwischen etwa 750 und 900 nachgewiesen werden. Mehrere Untersuchungen in der Lagune zeigten, dass dieses Phänomen zwar im Süden auftrat, nicht aber im Norden der Lagune. Wahrscheinlich änderten sich in der Spätantike einige Flussläufe und brachten mehr Süßwasser in die Lagune. Möglicherweise war die Ursache eine Klimaveränderung. 

## Gefährdung der Barene
Torson di Sotto ist, ähnlich wie die anderen Inseln in der Lagune, von der Zerstörung der sie umgebenden Barene bedroht, der für die Lagune von Venedig spezifischen Form der Salzwiesen. Sie werden zunehmend durch Meerwasserbecken ersetzt. Ein weiterer Hinweis auf das Vordringen der Adria in die Lagune ist die Besiedlung mit entsprechenden Meeresbewohnern. So wurde 1993 erstmals (?) die Anwesenheit der Quallenart Aequorea aequorea, die im Mittelmeer und auch in der Adria vorkommt, nachgewiesen.